# 賞玩北區
北區區議會贊助多個旅遊推廣項目，賞玩北區為其2013年贊助的大型北區旅遊推廣項目之一。

## 項目簡介
由明愛粉嶺陳震夏中學主辦，VTV殘疾人士電視台協辦，北區區議會贊助約12萬元的北區旅遊推廣項目。
計劃共分四個部份
1. 『眼中的北區』攝影比賽暨社區展覽
2. 學生導賞大使培訓計劃
3. 公眾導賞計劃
4. 北區文化生態導賞照片集出版

### 『眼中的北區』攝影比賽暨社區展覽
攝影比賽收集北區照片，並於2013年12月22日至2013年12月27日於花鳥蟲魚展覽會(粉嶺遊樂場)中進行社區攝影展覽。
展覽同時展出輪椅攝影師章世恒先生有關北區的作品，藉以推廣北區旅遊業。

### 學生導賞大使培訓計劃
項目招募北區中三至中五學生參與，學生須經面試挑選並出席課堂，才能成為項目導賞員。

#### 項目課堂
| 課堂內容                                     | 地點                       |
| -------------------------------------------- | -------------------------- |
| 與旅遊業內資深人士對話及生態自然文化導賞操守 | 明愛粉嶺陳震夏中學及聯和墟 |
| 香港農業過去與未來及有機農業初探             | 上水塱原                   |
| 香港郊野公園的社會背境與香港水資源的故事     | 流水嚮集水區               |
| 香港古蹟制度與圍村客家文化                   | 粉嶺龍躍頭文物徑           |
| 香港邊境禁區故事                             | 沙頭角                     |

### 公眾導賞計劃
計劃共舉辦六團免費公眾導賞團，提供300個名額給市民報名。
| 日期          | 內容                                         |
| ------------- | -------------------------------------------- |
| 2014年1月25日 | 生態導賞—塱原生態及香港農業發展              |
| 2014年1月26日 | 邊境的故事—前沙頭角禁區 (歷史及文化故事導賞) |
| 2014年2月8日  | 香港鄉村及墟市文化遊 (粉嶺龍躍頭及聯和墟)    |

## 項目組織架構
- 計劃統籌:區偉熊先生
- 主辦機構:明愛粉嶺陳震夏中學
- 協辦機構:VTV殘疾人士網上電視台
- 贊助:北區區議會

## 外部連結
賞玩北區網頁